# روبرت هنتر
روبرت هنتر (بالإنجليزية: Robert Hunter)‏ (و. 1823 – 1897 م) هو معجمي، ولغوي، من المملكة المتحدة لبريطانيا العظمى وإيرلندا، توفي عن عمر يناهز 74 عاماً.

## التعليم
تعلم في جامعة أبردين.